# 布盧姆菲爾德 (密蘇里州)
布盧姆菲爾德（英語：Bloomfield）是位於美國密蘇里州斯托達德縣的城市。同時該地也是斯托達德縣的縣治。

## 人口
根據2020年美國人口普查的數據，布盧姆菲爾德的面積為3.19平方千米，皆為陸地。當地共有人口1755人，而人口密度為每平方千米550人。